# Bures-les-Monts
Bures-les-Monts település Franciaországban, Calvados megyében. Lakosainak száma 146 fő (2018. január 1.). Bures-les-Monts Campeaux, Malloué, Mont-Bertrand, Pont-Bellanger, Pont-Farcy és Guilberville községekkel határos.

## Népesség
A település népességének változása:
| Lakosok száma | 167  | 162  | 127  | 126  | 107  | 131  | 150  | 158  | 146  | 146  |
|               | 1962 | 1968 | 1982 | 1990 | 1999 | 2008 | 2011 | 2013 | 2017 | 2018 |